# Užice
Užice je mesto z okoli 50.000 prebivalci v jugozahodni Srbiji, ki je središče istoimenske občine in glavno mesto Zlatiborskega upravnega okraja. Do začetka 90-ih let prejšnjega stoletja se je mesto imenovalo Titovo Užice.
V bližini je letališče Užice-Ponikve.

## Zgodovina

### Antika
Območje, ki obdaja Užice, so naselili Iliri, natančneje plemena Partini in plemena Avtarijati pod vplivom Keltov. Njihove grobnice najdemo po vsej regiji. V 3. stoletju pred našim štetjem so se Skordiski vidno pojavili po galski invaziji na Balkan. To regijo je osvojilo Rimsko cesarstvo leta 168 pr. n. št., v rimsko provinco Ilirik pa je bila organizirana v letih 32–27 pred našim štetjem in po letu 10. n. št., v provinco Dalmacija. Tu je že v rimskih časih obstajal mestni municipij Capedunum; ime označuje keltski izvor (dun, 'trdnjava') , podobno Singidunumu, ustanovnemu imenu srbske prestolnice, Beograd.

### Srednji vek
Naselitev Slovanov v regiji je zabeležena od 520-ih let, ko so slovanska plemena plenila Vzhodno rimsko cesarstvo; v času vladavine Justinijana I. (527–565) je do 100.000 Slovanov napadlo območja daleč jug do mesta Solun. Regija (Drinska županija) je bila del rodbine Vlastimirovićev, ko so ustanovili srednjeveško kneževino Srbijo, prvo srbsko državo. Čez Drino v Bosni se je vojska Časlava Klonimirovića borila proti napadalnim Madžarom v 950-ih. Območje je po letu 969 pripojilo Bizantinsko cesarstvo in postalo del katepanata Ras. Kasneje je območje okoli mesta postalo del teme Sirmijum.
Območje je bilo mogoče vrnjeno v srbske roke v 1040-ih, ko so se uprli Vzhodnemu rimskemu cesarstvu pod vodstvom Stefana Vojislava, potomca rodbine Vojislavljević. Leta 1083 sta bila Vukan, knez Raške in njegov brat Marko imenovana za vazalna kneza v Raški. Leta 1091 je Vukan postal neodvisen od bizantinske vladavine, medtem ko se je Duklja (do tega trenutka najmočnejša srbska kneževina na jugozahodu) počasi razpadla in sčasoma prišla pod oblast Raške.
Srbska velika kneževina je ostala v rokah rodbine Vukanović, dokler ni za drugo linijo iste rodbine vladal Manuel I. Komnen (vladal 1143–1180). Zavida, za katerega se misli, da je brat Uroša II. in Desa Vukanović, sta  pobegnila potem ko sta poskušala pridobiti dodatek ali sam prestol. Zavidovi štirje sinovi so si razdelili oblast, vsak je imel česti (del): Stracimir, župan Zahodne Morave, je vladal državi, ki je obdajala Užice. Stefan Nemanja se je na koncu otresel ostalih štirih sinov, ko je leta 1171 premagal Tihomirja, Stracimirjevega brata. Stracimir je še naprej vladal v imenu Nemanje.
Ko je kralj Dragutin iz rodbine Nemanjić abdiciral v korist svojega brata Milutina, je ohranil nadzor nad pokrajino Užice, madžarski kralj je dobil regijo Mačva, iz katere je oblikoval Sremsko kraljestvo. Potem ko je kralj Dragutin umrl, so se njegove dežele pridružile Srbiji. Stara trdnjava na hribu je bila ustanovljena sredi 14. stoletja. Po smrti cesarja Dušana Mogočnega, v obdobju, znanem kot 'padec srbskega cesarstva', je Užice prišlo pod oblast Vojislava Vojinovića, plemiča v službi cesarja Uroša Nemočnega. Ko je Vojislav umrl, je območje nadzoroval njegov nečak Nikola Altomanović. Ko je Uroš umrl brez otrok, se nekdanji cesarski deželni gospodarji začnejo bojevati med seboj. Srbski avtokrat Lazar Hrebeljanović in Tvrtko I. Kotromanić iz Bosne sta premagala Nikolo Altomanovića in si dežele razdelila med seboj. Nikola je bil zaslepljen v trdnjavi po ukazu Stefana Musića. Užice je prišlo pod oblast Lazarja, nato Srbske despotije pod njegovim sinom Stefanom Lazarevićem.

### Osmansko obdobje
Užice je padlo pod osmanske Turke leta 1463 in so bile del sandžaka Smederevo do leta 1807, ko so ga med prvo srbsko vstajo osvobodili srbski revolucionarji.

### Sodobna Srbija
Užice je bilo prvo mesto v Srbiji s hidroelektrarno, ki je proizvajala izmenični tok. Zgrajena je bila na reki Đetinji leta 1900.

### Druga svetovna vojna
Leta 1941 so po nacistični okupaciji Užice osvobodili jugoslovanski partizani, ki so jih izbrali za glavno mesto Užiške republike. Ta republika je bila kratkotrajna vojaška mini država, ki je obstajala jeseni 1941 v zahodnem delu nacistično okupirane Srbije.
Užiško republiko je sestavljala večina zahodne Srbije z več kot 300.000 prebivalci. Nahajala se je med reko Skrapež na severu, reko Drino na zahodu, reko Zahodno Moravo na vzhodu in reko Uvac na jugu.
Novembra 1941 je nemška vojska ponovno zasedla to ozemlje in večina partizanskih sil je pobegnila v Bosno, Sandžak in Črno goro.

### Jugoslovansko obdobje
Znotraj nekdanje Jugoslavije (ustanovljene po drugi svetovni vojni) se je Užice preimenovalo v Titovo Užice. Od leta 1992, po propadu prokomunistične uprave so odstranili Titovo in vrnili prvotno ime mesta Užice. Bilo je eno od osmih mest, ki so se v Jugoslaviji preimenovali v Titovo mesto. Zaradi tega statusa in komunističnega sistema centralnega načrtovanja, je Užice prejelo velike količine naložb v infrastrukturo in lokalne tovarne, zaradi česar je mesto postalo eno najbolj razvitih glede na velikost v nekdanji Jugoslaviji.

### 1990-ta
V 1990-ih se je gospodarstvo Užica zaradi vojne in nestabilnosti v regiji hitro zmanjšalo.
Leta 1999 so med operacijo mesto večkrat bombardirale Zavezniške sile. Največji bombni napad se je zgodil 6. maja 1999, ko so Natove sile bombardirale številne ceste in avtoceste, letališče, civilne zgradbe in vladne zgradbe.  Po tem se je na glavnem mestnem trgu izkazalo na tisoče ljudi, ki so protestirali zaradi bombnih napadov in uničenja mesta ter ubojev civilistov.

## Geografija
Užice leži 411 metrov nad morjem, na obeh straneh reke Đetinje. Mesto v celoti obdaja Dinarsko gorovje. 25 kilometrov (južno od mesta je Zlatibor, gorsko območje z dolgo turistično tradicijo.
Zahodno od mesta je planota Tara in njen zahodni podaljšek, gora Zvijezda. Skupaj označujejo narodni park Tara, ki ima površino 220 kvadratnih kilometrov.
Železniška proga Beograd–Bar poteka skozi Užice in ga povezuje tako s severnimi deli Srbije kot s črnogorsko obalo. Užice ima dokaj razvito prometno infrastrukturo, saj je z okoliškimi kraji povezana z državnimi cestami prvega reda.

## Demografija
V naselju je po popisu 2002 živelo 43.126 polnoletnih prebivalcev, pri čemer je bila njihova povprečna starost 37,4 leta (36,7 pri moških in 38,0 pri ženskah). Naselje je imelo 17.836 gospodinjstev, pri čemer je bilo povprečno število članov na gospodinjstvo 3,06.
Naselje je, glede na rezultate popisa iz leta 2002, večinoma srbsko.
|  | 10219 | 13344 | 20194 | 34786 | 47046 | 53864 | 55083 | 52646 | 48539 |
|  | 1948  | 1953  | 1961  | 1971  | 1981  | 1991  | 2002  | 2011  | 2022  |

| Etnična sestava po popisu iz leta 2002 | Etnična sestava po popisu iz leta 2002 | Etnična sestava po popisu iz leta 2002 | Etnična sestava po popisu iz leta 2002 | Etnična sestava po popisu iz leta 2002 |
| -------------------------------------- | -------------------------------------- | -------------------------------------- | -------------------------------------- | -------------------------------------- |
| Srbi                                   | Srbi                                   |                                        | 53.333                                 | 97,47%                                 |
| Črnogorci                              | Črnogorci                              |                                        | 233                                    | 0,42%                                  |
| Jugoslovani                            | Jugoslovani                            |                                        | 136                                    | 0,24%                                  |
| Hrvati                                 | Hrvati                                 |                                        | 79                                     | 0,14%                                  |
| Makedonci                              | Makedonci                              |                                        | 41                                     | 0,07%                                  |
| Romi                                   | Romi                                   |                                        | 40                                     | 0,07%                                  |
| Muslimani                              | Muslimani                              |                                        | 39                                     | 0,07%                                  |
| Madžari                                | Madžari                                |                                        | 22                                     | 0,04%                                  |
| Slovenci                               | Slovenci                               |                                        | 18                                     | 0,03%                                  |
| Rusi                                   | Rusi                                   |                                        | 16                                     | 0,02%                                  |
| Slovaki                                | Slovaki                                |                                        | 5                                      | 0,00%                                  |
| Bošnjaki                               | Bošnjaki                               |                                        | 4                                      | 0,00%                                  |
| Bunjevci                               | Bunjevci                               |                                        | 3                                      | 0,00%                                  |
| Čehi                                   | Čehi                                   |                                        | 1                                      | 0,00%                                  |
| Ukrajinci                              | Ukrajinci                              |                                        | 1                                      | 0,00%                                  |
| Rusini                                 | Rusini                                 |                                        | 1                                      | 0,00%                                  |
| Romuni                                 | Romuni                                 |                                        | 1                                      | 0,00%                                  |
| Nemci                                  | Nemci                                  |                                        | 1                                      | 0,00%                                  |
| Albanci                                | Albanci                                |                                        | 1                                      | 0,00%                                  |
| Neznano                                | Neznano                                |                                        | 257                                    | 0,46%                                  |